# Wizja św. Jacka Odrowąża
Wizja św. Jacka Odrowąża – obraz autorstwa anonimowego malarza krakowskiego zwanego Mistrzem Zwiastowania z Jodłownika.
Obraz wykonany dla kościoła dominikanów w Krakowie; od XVII wieku przechowywany w kościele parafialnym w Odrowążu. Inspiracją dla tematu obrazu był Żywot św. Jacka napisany w drugiej połowie XVI wieku przez lektora krakowskich dominikanów Stanisława.

## Opis obrazu
W centralnej części dzieła znajduje się klęcząca postać św. Jacka, któremu ukazuje się Matka Boska z Dzieciątkiem. Maria zwraca się do Jacka słowami wypisanymi po łacinie na wijącej się banderoli: Ciesz się synu Jacku, bo Twoje modlitwy miłe są mojemu Synowi i wszystko o co będziesz prosił, za moją przyczyną otrzymasz. Postać Jacka Odrowąża została ukazana z promienistą aureolą wokół głowy, choć jego kanonizacja miała miejsce sto lat później, w 1594 roku.
Najciekawszą częścią obrazu jest pejzaż. Niektóre jego partie sąsiadują z tradycyjną dekoracją złoconego tła. Po obu stronach świętego znajdują się fragmenty gotyckiego miasta Krakowa: z prawej strony znajduje się kościół dominikanów wraz z przylegającymi: klasztorem i młynem. Młyn został rozebrany jeszcze w XIV wieku. Drogą prowadzącą do miasta idą pielgrzymi, a wśród drzew znajdują się sylwetki zwierząt: jelenia, łani i bociana (na szczycie elewacji kościoła). Z lewej strony malarz przedstawił charakterystyczne drzewo przypominające palmę. Ten motyw powtarza się i stanowi stały element krajobrazowy na kilku innych malowidłach augustiańskich (Raj niewiniątek, Przeniesienie oleju do Bari).
Pod względem kompozycyjnym i przez użycie podobnych motywów Matki Boskiej w glorii, budowli konwentualnej i otwartej księgi, obraz kojarzony jest z dziełem Carla Crivellego pt. Wizja Gabriela Ferrettiego z 1489 roku (obecnie w National Gallery w Londynie).